# Teresa Kurowska
Teresa Maria Kurowska – polska prawniczka, doktor habilitowana nauk prawnych, nauczyciel akademicki Uniwersytetu Śląskiego, specjalistka prawa cywilnego.

## Życiorys
W 1982 na podstawie rozprawy pt. „Obszar specjalny” jako prawny instrument gospodarowania przestrzenią napisanej pod kierunkiem prof. Waleriana Pańko uzyskała na Wydziale Prawa i Administracji Uniwersytetu Śląskiego stopień naukowy doktora nauk prawnych w zakresie prawa. W 1995 na tym samym wydziale na podstawie dorobku naukowego oraz rozprawy pt. Upowszechnienie Prawa własności nieruchomości otrzymała stopień doktor habilitowany nauk prawnych w zakresie prawa, specjalność: prawo cywilne. Została kuratorem Katedry Prawa Rolnego i Gospodarki Przestrzennej WPiA UŚl.
Pod jej kierunkiem stopień naukowy doktora uzyskała w 2001 Dorota Łobos-Kotowska.

## Wybrane publikacje
- Wycena nieruchomości rolnych. Prawo, rynek, metody (współautorka, 2002)
- Wybrane elementy z prawa ekologicznego i gospodarczego (współautor: Stanisław Lizer, 1995)
- Upowszechnienie prawa własności nieruchomości (1994)
- Prawne aspekty ochrony środowiska w procesie restrukturyzacji przemysłu metalurgicznego i ciężkiego (1994)
- Gospodarka gruntami komunalnymi (1992)[3]